# Тунел под Ла Манш
Тунелът под Ла Манш (на френски: tunnel sous la Manche, на английски: Channel Tunnel, известен още като Евротунел (Eurotunnel), е подводен железопътен тунел с дължина 50,452 km, който свързва френския град Кале с британския град Фолкстоун, под протока Ла Манш. Инфраструктурата на тунела се управлява и експлоатира от европейската публична компания Getlink, бивша Groupe Eurotunnel. Eurostar пък е компанията, оператор на тунела. Тя осъществява високоскоростния превоз на пътници, свързвайки Лондон и Кент във Великобритания с Париж и Лил във Франция и Брюксел в Белгия.

## История
- През 1802 г. френският инженер Албер Матийо-Фавие (фр. Albert Mathieu-Favier) дава идея и проектира първия тунел под Ла Манш;
- През 1830 г., след като влизат в действие парните локомотиви, възникват идеи за железопътен тунел под Ла Манш. Пример за това е французинът Том дьо Гамон, който в продължение на 30 години разработва различни проекти на тунела. До 1945 г. обаче проектите за построяването на такъв тунел остават само идейни.
- През 1957 г. е създадена специална международна проектантска група и към 1973 г. са предложени 4 варианта на сухоземен път:
  - Europont – въжен мост, който като вариант почти веднага е отхвърлен поради високата си цена (6 милиарда паунди стерлинги);
  - Euroroute – комбинация между мост и железопътен тунел под пролива;
  - Channel Expressway – тунел с тръби за железопътен и шосеен транспорт;
  - Eurotunnel – железопътен тунел (проектът е разработен през периода 1972 – 1975 г.), който е възприет като най-подходящия вариант.
- През 80-те години проектът Eurotunnel е доразработен и на 1 декември 1987 г. започват строителните работи от страната на Великобритания.
- На 1 декември 1990 г. строителните групи от Великобритания и Франция се срещат под пролива;
- На 6 май 1994 г. британската кралица Елизабет II и френският президент Франсоа Митеран откриват официално тунела. Месец по-късно започва редовното движение на влакови композиции.
- През юни и юли 2015 г. тунелът става причина за мигрантска криза, причинявайки редица политически проблеми. Стотици мигранти от Източна Африка, в опита си да достигнат до Обединеното кралство, се качват на вагоните в движение и десетки от тях умират. Впоследствие правителствата на Великобритания и Франция предприемат мерки за сигурност, за да предотвратят преминаването на мигрантите през границите.

## Технически данни
- Тунелът е предназначен единствено за железопътен транспорт;
- Тунелът е с 3 отделни тръби – две основни, с релсов път, и една малка служебна/аварийна с диаметър 7,6 m между двете основни тръби;
- Основните тръби са с диаметър 7,60 m;
- Тунелът е с дължина 50,45 km, като 39 km от тях са на дълбочина 40 m под дъното на Ла Манш.

## Влакови композиции
- През тунела преминават влакови композиции, които се товарят с автомобили, автобуси и камиони на терминалите в градовете Кале и Фолкстоун.
  - Тези влакови композиции се обслужват от френската фирма GetLink.
  - Една влакова композиция от този вид е с 24 вагона и събира 120 автомобила и 12 автобуса, или с 32 вагона за товарни камиони с единично тегло 44 тона.
  - Терминалите имат голяма пропускателна способност; те са оборудвани със специални рампи и трябва да извършат натоварването за кратко време, за да могат да съперничат на фериботния транспорт.
  - Пътуващите в автомобилите, автобусите и камионите водачи и/или пътници остават в превозното средство.
  - Скоростта за движение в тунела е 160 km/h.
  - Времето за преминаване на тунела е 35 минути.
- През тунела преминават пътнически влакови композиции на Eurostar.
  - Тунелът обслужва 2 линии: Лондон – Париж и Лондон – Брюксел.
  - Качването на пътниците става или в началната гара, или в следващата междинна гара – Лил във Франция и Ашфорд във Великобритания.
  - Скоростта на движение извън тунела е 300 km/h.